# 선일금고제작
선일금고제작(Sun Safes Mfg. Co.)은 대한민국의 금고 제조기업이며 국내 금고 시장 점유율 1위의 기업이다.
김용호 전 회장이 1972년 설립했다. 세계 내화금고 시장에서 34.8%의 점유율로 1위이며, 국내 금고시장의 70%를 점유하고 있다.
1976년 호주 수출을 시작으로 중동, 미국, 캐나다 시장에 차례로 진출, 현재는 제품 생산량의 70~80%를 80개국에 수출하고 있다.
2020년 현재 국내 40여개의 대리점과 30여개의 백화점에 입점되어있으며 한국 금고 산업과 함께 꾸준한 성장을 이어나가고 있다.

디지털록 금고, 지문인식 금고, 경보기 부착 금고 등을 만들며, 2008년부터는 유명 화가의 그림 등을 접목한 인테리어 금고를 국내 최초로 출시하기도 했다.
2011년 여성가족부 가족친화 우수기업 인증 2013년 고용노동부 강소기업, 중소기업청 글로벌 강소기업, 경기도 유망중소기업 선정
2015년 경기도 일자리 우수기업 선정 2016년 인재육성형 중소기업 선정
2019년 제 7회 대한민국브랜드대상 단체부분 대상 수상
2020년 45년 이상 사업을 유지하고 안정적인 일자리 창출과 성실한 조세 납부 등으로 사회적 기여가 큰 중소·중견 기업이 선정되는 명문장수기업에 선정되었다